# Handebol no Brasil
O handebol no Brasil é um esporte que mesmo ignorado pela televisão aberta e longe da popularidade do vôlei e do basquete, é a segunda modalidade mais praticada nas escolas brasileiras, atrás somente do futsal.
Segundo dados divulgados em 2003 pela Federação Internacional de Handebol (IHF), o Brasil ocupava a 5ª posição mundial com relação a números de praticantes federados no esporte, com cerca de 201.048 com vínculos em 687 clubes e 7.774 equipes.
A história do handebol surgiu no Brasil após a 2ª Guerra Mundial, trazido por imigrantes alemães que vieram ao país estabelecendo-se na região sul por conta das semelhanças climáticas. Mas foi em São Paulo que este esporte teve seu maior desenvolvimento, principalmente quando em 26 de fevereiro de 1940 foi fundada a Federação Paulista de Handebol, tendo como seu primeiro Presidente Otto Schemelling.
Ele foi oficializado como esporte de salão com sete jogadores de cada lado,a primeira competição deste desporto no país - que foi jogado em um campo improvisado ao lado do campo de futebol do Esporte Clube Pinheiros, que foi demarcado com cal (40x20m e balizas com caibros de madeira 3x2m). 
Porém, ainda assim o Handebol permaneceu restrito ao estado de São Paulo até 1960, quando, a partir dessa década, ele se difundiu no país graças aos esforços de Augusto Listello, professor da cidade de Santos, que apresentou o esporte a colegas de outros estados de forma didática. Sua popularização definitiva adveio com a sua inclusão nos III Jogos Estudantis Brasileiros realizado em Belo Horizonte - MG em julho de 1971.
A rápida expansão do esporte pelo território nacional fez com que em 1979 fosse criada a Confederação Brasileira de Handebol (CBHb). O fato da sigla ter o “b” minúsculo após o “H” em CBHb deu-se em função da Confederação Brasileira de Hipismo ser mais
antiga e, portanto, já existir a sigla CBH já registrada no então Conselho Nacional de Desportos (CND). A criação da Confederação Brasileira de Handebol (CBHb) - cujo primeiro presidente foi o professor Jamir André - fez com que a organização do Handebol brasileiro fosse tirada das mãos da Confederação Brasileira de Desportos, que, na época, gerenciava todos os esportes brasileiros.
No ano seguinte a sua criação, a recém-criada Confederação Brasileira de Handebol (CBHb) promoveu pela primeira vez a disputa da 1ª Taça Brasil de Clubes, na cidade de São Paulo.
Em 1991, as Seleções Brasileiras Masculina e Feminina, participam pela primeira vez dos Campeonatos Mundiais Juniores, respectivamente na Grécia e na França. Já no ano seguinte, a Seleção Brasileira Masculina participa pela primeira vez dos Jogos Olímpicos. A seleção Feminina só iria participar pela primeira vez dos Jogos Olímpicos na edição de 2000, em Sydney.
Em 1996, o Brasil recebe por escolha unânime da Assembléia Geral da Federação Internacional de Handebol, o Troféu Hans Baumann, como o país que mais contribuiu para o desenvolvimento do Handebol na década.
 Segundo a Confederação Brasileira de Handebol (CBHb), estima-se que existam mais de 1 milhão de praticantes no país – num cálculo que inclui atletas não necessariamente confederados (os que participaram de algum torneio de nível nacional).